# Problemverhalten
Der Begriff Problemverhalten (auch: Verhaltensauffälligkeit; für den adjektivischen Gebrauch eignet sich nur der letztgenannte Terminus: „verhaltensauffällig“) wird in der Erziehungswissenschaft, der Heilpädagogik und der Psychologie verwendet, um ohne Anspruch einer psychiatrischen Diagnose menschliches Sozialverhalten zu bezeichnen, das in einem gegebenen Kontext als problematisch wahrgenommen wird. Der Begriff wird insbesondere gebraucht, um das Verhalten von Kindern und Jugendlichen zu bezeichnen, die Gruppen- und Unterrichtsprozesse in der Schule stören.
Historisch vorausgegangen waren im pädagogischen Diskurs die heute teilweise als obsolet geltenden Begriffe Ungehorsam (seit dem 17. Jahrhundert), Unfolgsamkeit (seit dem 18. Jahrhundert), Verwahrlosung (seit Mitte des 19. Jahrhunderts) und Schwererziehbarkeit (seit dem späten 19. Jahrhundert). Die Begriffe „Problemverhalten“ und „Verhaltensauffälligkeit“ fanden nach ihrer Einführung in den 1990er Jahren weite Akzeptanz, weil sie keine wertenden Konnotationen hatten. Gebräuchlich ist daneben, in Anlehnung an den englischen Terminus challenging behavior, auch die im Deutschen unter Umständen missverständliche Bezeichnung herausforderndes Verhalten. Die Bezeichnung Systemsprenger für eine Person mit besonders stark ausgeprägtem Problemverhalten ist umstritten.

## Begriffsgeschichte

### Schwererziehbarkeit
Der Diskurs über „schwererziehbare“ Kinder (engl. difficult children, maladjusted children; franz. enfants moralement abandonnés, enfants difficiles) beginnt im deutschsprachigen Raum im späten 19. Jahrhundert und reicht bis in die späten 1960er Jahre.

#### Zeit des Deutschen Kaiserreichs und Erster Weltkrieg
Der Begriff der „Schwererziehbarkeit“ entstand im späten 19. Jahrhundert im Zusammenhang eines neu entstandenen gesellschaftlichen Diskurses über Jugend, der weitreichende Folgen sowohl für die Psychiatrie als auch für die Gesetzgebung hatte. So wurde in Preußen am 13. Februar 1878 ein Zwangserziehungsrecht eingeführt, das es erlaubte, „verwahrloste“ Minderjährige in Zwangserziehungsanstalten unterzubringen; eine entsprechende Regelung wurde wenig später für das gesamte Deutsche Reich anwendbar. Gustav Siegert, ein Pionier der Kinderpsychologie, regte 1889 die Begründung einer pädagogischen Pathologie an. Ludwig von Strümpell (Universität Leipzig) hat, als „Versuch einer Grundlegung“ des neuen Forschungsgebiets, bereits im Jahr darauf eine Monografie Die Pädagogische Pathologie oder die Lehre von den Fehlern der Kinder publiziert. 1896 gab Johannes Trüper, Mitbegründer der Heilpädagogik, den ersten Band des Periodikums des neuen Fachs heraus, Die Kinderfehler.
Schon 1890 hatte Trüper in Jena ein Jugendsanatorium („Erziehungshaus Sophienhöhe“) eingerichtet, das in der zeitgenössischen Fachliteratur als Anstalt für schwer erziehbare Kinder beschrieben wurde; dies ist eines der ersten nachweisbaren Vorkommen des Begriffs „schwer erziehbar“. In einer anderen Publikation wurde die Einrichtung als „Erziehungsanstalt für neuro- und psychopathisch veranlagte Kinder“ bezeichnet. Entscheidend für das zeitgenössische Verständnis von „Psychopathie“ war Julius Kochs 1891–1893 erschienene Schrift Die psychopathischen Minderwertigkeiten. Weiteren Einfluss auf die Wahrnehmung kindlicher Verhaltensprobleme um die Wende zum 20. Jahrhundert hatte die Degenerationslehre des französischen Psychiaters Valentin Magnan und seines Schülers Paul Julius Möbius.
Der Begriff der „Schwererziehbarkeit“ wurde, obwohl er im ausgehenden 19. Jahrhundert weithin verwendet wurde, zunächst ohne einheitliche Definition gebraucht. So wurde er, außer als „Psychopathie“, gelegentlich als „geistiges Zurückgebliebensein“ umschrieben. In anderen Quellen wurde zwischen „Schwererziehbarkeit“ und „geistigem Zurückgebliebensein“ im Gegenteil explizit unterschieden. In wieder anderen wurde der Begriff als Sammelbezeichnung für alle Fälle – also etwa auch Epilepsie – verwendet, in denen die Eltern durch die Erziehung des Kindes vor besondere Herausforderungen gestellt wurden. Ganz in diesem Sinne war auch Gustav Majors 1913 erschienener kleiner Ratgeber Schwer erziehbare Kinder geschrieben – eine der ersten Publikationen, die den Begriff im Titel trug. Ihr Autor unterschied zwischen „körperlich schwererziehbaren“ (z. B. an Rachitis, Anämie oder Asthma erkrankten) und „geistig und sittlich schwererziehbaren“ Kindern (z. B. „nervöse“, träge, „schwachsinnige“, epileptische, „psychopathische“, „melancholische“ oder „hysterische“ Kinder).
Einen sorgfältigeren Definitions- und Klassifikationsversuch hatte bereits 1900 Johannes Tews unternommen, der zur Auffassung gelangt war, dass „schwer erziehbare Kinder, die in Gefahr sind, sich bald körperlich, bald geistig, bald moralisch und bald in jeder dieser Hinsichten abnorm zu entwickeln“, zwischen „der Gruppe der normalen und der Gruppe der pathologisch geschwächten (idiotischen) wie der der krankhaft entarteten Kinder“ eine dritte Gruppe bilden. Zehn Jahre später trat ihm Maximilian Großmann entgegen, der „schwer erziehbare“ Kinder als „unartige, widerspenstige, verzogene Kinder, ohne echte Perversität“ bestimmte und als „pseudo-atypische“ Kinder klassifizierte, die „nur scheinbar vom Durchschnittstyp ab[weichen]“.
1917 folgte Adalbert Czernys vielbeachteter Aufsatz Das schwererziehbare Kind. Czerny war der Erste, der Diagnosekriterien für Schwererziehbarkeit publiziert hat, darunter insbesondere solche, die im 21. Jahrhundert als zentrale Kriterien für ADHS gelten (Hyperaktivität, Unaufmerksamkeit), aber auch Unfolgsamkeit, Ängstlichkeit, schnelles Vergessen von neu Gelerntem und Probleme im Sozialverhalten.

#### Zwischenkriegszeit
Einer der Ersten, die sich eingehend mit der Frage nach den Ursachen der „Schwererziehbarkeit“ befasst haben, war 1923 Franz Kramer; Kramer war überzeugt, dass genetische und Umweltfaktoren gleichermaßen eine Rolle spielen. Alfred Adler hielt in Wien in den Jahren 1923 bis 1926 zum Thema „schwer erziehbare Kinder“ eine wöchentliche Vorlesung. Als Individualpsychologe wandte er sich gegen Verbote und Strafen und warb darum, sich um ein Verstehen der Kindespersönlichkeit und die Diagnose ihrer sozialen Mängel zu bemühen und eine Neuorientierung des Kindes auf dieser Grundlage einzuleiten.
Eine Kehrtwende von Adlers Versuch einer Entpathologisierung unternahm 1927 Walther Cimbal in seinem Werk Die Neurosen des Kindesalters, indem er urteilte, „daß das schwererziehbare Kind als ernst krank und krankheitsbereit bewertet werden“ müsse. Cimbal definiert: „Die Schwererziehbarkeit ist die Entgleisung der Persönlichkeit in eine das äußere Verhalten weniger gefährdende, das innere Gleichgewicht aber stark gefährdende neurotische Richtung.“ Als „Schwererziehbarkeit“ im engen Sinne hat Cimbal solche primär elternhausbedingten Dispositionen beim Kinde beschrieben, die „innerpsychisch“ („introvertiert“) sind, wie Ängstlichkeit, sexuelle Frühreife, einsame Unzugänglichkeit, Heuchelei, Lügensucht u. a. m. Davon unterschieden hat er die „Verwahrlosung“ als „extravertierte“ Form der Schwererziehbarkeit, wobei er als „verwahrlost“ solche jungen Menschen definiert hat, „bei denen die Geschlossenheit des Denkens, des Fühlens und des Verhaltens so weit gestört ist, daß sich eine wesentliche, das Individuum oder seine Umwelt gefährdende Störung der Lebensführung daraus ergibt.“ Die – durchaus heterogene – Gruppe der „Verwahrlosten“ umfasst nach Cimbal unter anderem jugendliche Homosexuelle, Prostituierte, Herumtreiber, Einbrecher und Diebe. Die Ursache insbesondere der „innerpsychischen“ Formen der „Schwererziehbarkeit“ sah Cimbal hauptsächlich in erzieherischen Fehlern der Eltern, während er bei den „extravertierten“ daneben auch biologische Ursachen in Betracht zog.
In der Zwischenkriegszeit entstanden zahlreiche weitere Einrichtungen, in denen „Schwererziehbare“ untergebracht und erzogen wurden. Dahinter standen die unterschiedlichsten Träger; so wurde etwa 1928 in Marburg das erste jüdische „Heilerziehungsheim“ eröffnet.

#### Nationalsozialismus und Zweiter Weltkrieg
Eine der einflussreichsten Persönlichkeiten der Kinderpsychiatrie und Heilpädagogik der Zeit des Nationalsozialismus war Paul Schröder, der 1931 eine Monografie Kindliche Charaktere und ihre Abartigkeiten publiziert hatte und 1940 die Deutsche Gesellschaft für Kinderpsychiatrie und Heilpädagogik gründete, deren Ziel die Förderung einer erbbiologisch begründeten Erforschung der Intelligenz- und Verhaltensstörungen von Kindern und Jugendlichen war. Entsprechende Arbeiten waren schon vorher entstanden. Hans Heinze, dessen Name eng mit der rassenideologisch motivierten Kinder-„Euthanasie“ im Nationalsozialismus verknüpft ist, setzte Schröders Werk nach dessen Tod (1941) fort. In der nationalsozialistischen Ideologie mit ihrer radikalen biologistischen Dichotomisierung von „erbgesund“/„erbkrank“ verliert der Terminus „schwer erziehbar“ als Graustufe des Menschlichen seine theoretische Grundlage und tritt hinter Begriffen wie „unerziehbar“, „asozial“, „abartig“ und „abnorm“ zurück, die statt pädagogischer Bemühungen ein „Ausmerzen“ nahelegen wollen. Erich Benjamin, der in München 1934 noch über „Schwererziehbarkeit“ publiziert hat, war als Jude 1937 gezwungen zu emigrieren.

#### Schweiz
Der Schweizer Jurist Emil Zürcher trug 1918 die Beobachtung bei, dass Kinder, die durch kriminelle Handlungen auffällig werden, stets aus der Gruppe der „schwererziehbaren“ Kinder stammen.

1923 entstand in St. Gallen der Schweizerische Hilfsverband für Schwererziehbare (SHfS). Seine Hauptaufgaben waren die Beschaffung von Subventionen für die angegliederten Heime und die Fortbildung des dort beschäftigten Lehrpersonals.
Im Jahr 1933 bestanden in der Schweiz 148 Heime für „Schwererziehbare“, davon 117 in der Deutschschweiz und 31 in der Romandie; 77 protestantische, 37 interkonfessionelle und 33 katholische; 52 für Mädchen, 50 für beide Geschlechter und 45 für Knaben. Untergebracht waren darin junge Menschen vom Vorschulalter bis zur Adoleszenz. Fast alle nicht biologistischen Forschungsarbeiten zum Thema, die zwischen 1933 und 1945 in deutscher Sprache publiziert wurden, entstanden in der Schweiz.
Vor einem Hintergrund wachsender Kritik an der Heimerziehung („Heimkampagne“, 1970/1971) wählte der SHfS 1972 den neuen Namen Schweizerischer Verband für erziehungsschwierige Jugendliche (SVE). 2000 wurde daraus INTEGRAS: Fachverband Sozial- und Sonderpädagogik.
Bis 1991 war die Formulierung „schwer erziehbar“ noch Teil von Artikel 91 des Schweizerischen Strafgesetzbuches.

#### Deutsche Demokratische Republik
In der DDR lebte das im Nationalsozialismus verworfene Konzept der „Schwererziehbarkeit“ wieder auf. Dort wurde in den 1950er Jahren – insbesondere bei der Heimerziehung, die infolge des Krieges einen erheblichen Umfang annahm – zwischen „normal“ und „schwer“ erziehbaren Kindern unterschieden. Statt in „Normalkinderheimen“ wurden die letzteren in „Spezialkinderheimen“ untergebracht. Noch im Jahre 1989 bestanden in der DDR 38 Spezialkinderheime, darunter 32 Jugendwerkhöfe.

#### Bundesrepublik Deutschland
In Düsseldorf fand 1950 der Zweite Kongress der Pädiater, Pädagogen, Psychiater und Psychotherapeuten statt, dessen Schwerpunkt „das schwer erziehbare Kind in Schule und Familie, seine ärztliche Behandlung und seine pädagogische Betreuung“ war.

Georg Destunis sah die Schwererziehbarkeit 1961 vorwiegend als Folge von Milieuschäden (familiäre Situation, Fehlerziehung, Umwelteinwirkungen). Hermann Röhrs (Universität Heidelberg) gab 1967 eine Sammlung wissenschaftlicher Aufsätze Das schwererziehbare Kind heraus. In der wissenschaftlichen Literatur erscheint der Begriff noch bis mindestens 1969. Danach wird er allmählich durch andere Termini verdrängt. In den 1990er Jahren gilt er in der Erziehungswissenschaft als obsolet. In juristischen Texten erscheint er allerdings noch bis mindestens 1999.

### Verhaltensauffälligkeit
Der Ausdruck „Verhaltensauffälligkeit“ lässt sich im Deutschen mindestens seit 1977 aufweisen, und zwar zuerst in der Fachliteratur der Kriminologie. Er erscheint hier im Zusammenhang von Verhaltensweisen (wie z. B. Trunkenheit), die an sich gegen keinerlei Straftatbestände verstoßen, bei Straftätern aber besonders häufig beobachtet werden.
In der Soziologie erscheint das Wort spätestens seit 1978, und zwar als Bezeichnung für jegliches Verhalten, das vom Durchschnittsverhalten abweicht, also z. B. auch Schüchternheit oder nicht normgerechtes Verhalten, das von der sozialen Umgebung mit Klatsch quittiert wird. In der Fachliteratur der Psychologie und Psychotherapie, wo er ebenfalls zur Bezeichnung jeglichen abweichenden Verhaltens wie z. B. auch Antriebslosigkeit dient, ist der Terminus spätestens seit 1981 zu finden.
In der Fachliteratur der Pädagogik entstand der Sprachgebrauch spätestens 1985, wobei der Terminus „Verhaltensauffälligkeit“ hier regelmäßig zur Charakterisierung von Schülern verwendet wird, die ihre Lehrer dadurch vor besondere Herausforderungen stellen, dass sie sich entweder dem Unterrichtsbetrieb oder dem Lernen selbst widersetzen. Insbesondere ein den Unterricht störendes wiederkehrendes unruhiges und aggressives Verhalten wird mit dem Ausdruck belegt. Das Interesse der Pädagogik an dem, was hier „Verhaltensauffälligkeit“ genannt wird, rührt nicht nur daher, dass in deren Folge oft auch Lernstörungen beobachtet werden, sondern mindestens ebenso sehr daher, dass Lehrer praktische Anleitung nachfragen, mit welchen Maßnahmen sie dem störenden Verhalten wirkungsvoll begegnen können. Der Terminus ist in der wissenschaftlichen Literatur bis heute gebräuchlich (Stand: 2023).

### Problemverhalten
Der Ausdruck „Problemverhalten“ erscheint in der deutschsprachigen wissenschaftlichen Fachliteratur mindestens seit den ausgehenden 1980er Jahren und bezeichnet hier zunächst unerwünschtes Verhalten von Jugendlichen, wie Drogenmissbrauch und Transgressionsbereitschaft. In der erziehungswissenschaftlichen Literatur wird der Begriff spätestens in den frühen 1990er Jahren auch auf als problematisch empfundenes Verhalten von Vorschul- und Schulkindern bezogen. Dieser Sprachgebrauch reicht bis in die Gegenwart (Stand: 2023).

### Herausforderndes Verhalten
Der Begriff „herausforderndes Verhalten“ erscheint in der deutschsprachigen wissenschaftlichen Fachliteratur spätestens 2004, und zwar zunächst meist bezogen auf das Verhalten von dementen Pflegepatienten. Spätestens seit 2005 wird er aber auch in der Pädagogik und in Bezug auf unerwünschtes Schülerverhalten verwendet. Der Terminus, der im Deutschen synonym zu Verhaltensauffälligkeit und Problemverhalten verwendet wird, ist eine Lehnübersetzung des englischen Begriffs challenging behaviour, wobei das Adjektiv challenging für „herausfordernd“ nicht im Sinne von „provozierend“, sondern im Sinne von „schwierig“ steht.

## Problemverhalten

### Definitionsversuch
Die Definition von problematischem Verhalten fällt schwer, da es fließende Übergänge zum Normbereich von Verhalten gibt. Werner Leitner schlägt vor:
„Problemverhalten“ lässt sich als Verhalten beschreiben:
- das auf den sich verhaltenden Menschen selbst oder seine Umwelt und Mitwelt über einen längeren Zeitraum belastend und verunsichernd wirkt
- das in der Auswahl und Intensität nicht der Situation angepasst erscheint
- das Entwicklungsmöglichkeiten behindert, anstatt sie zu fördern

### Mögliche Ursachen
Insbesondere in der Heilpädagogik werden mögliche Gründe für Problemverhalten in sogenannten „Kontexten“ zusammengefasst:
- Kontext des Begleiters – mögliche Anteile des Begleiters
- Individueller Kontext – geschichtlichen und gegenwärtigen Lebensbedingungen
- Sozialer Kontext – zwischenmenschlicher Bereich
- Sachlicher Kontext – Umgang mit Dingen und Sachen
- Gesellschaftlicher Kontext – gesellschaftlicher Anteil
- Unbekannter Kontext – Begrenztheit des Verständnisses für Gründe von Problemverhalten

Aus den Kontexten lassen sich Handlungsmöglichkeiten für den Umgang mit Menschen mit Problemverhalten ableiten.
Eine andere Systematik benennt folgende in Frage kommenden Ursachen:
- normale, vorübergehende Entwicklungsphasen (Trotzreaktionen)
- hirnorganische Störungen
- traumatische Erlebnisse (Missbrauch, Misshandlung, Verlust)
- fehlerhafte Erziehung
- soziale Verwahrlosung

### Umgang mit Problemverhalten
Neben dem ursachenorientierten spielt auch ein „ressourcenorientiertes“ Verständnis eine zunehmend wichtige Rolle. In ihm werden Menschen mit Problemverhalten nicht nur von ihrem schwierigen Verhalten her betrachtet, sondern auch die individuellen Fähigkeiten (Ressourcen) gesucht und für das Verständnis und den Umgang genutzt.
Schließlich lassen sich für den Umgang mit Menschen mit Problemverhalten so genannte „Deeskalationsstrategien“ zusammentragen, die in einer Akutsituation hilfreich sein können.